# Tatsuya Kamohara
Tatsuya Kamohara (født 8. juni 1983) er en tidligere japansk fodboldspiller.
Han har spillet for flere forskellige klubber i sin karriere, herunder Sagan Tosu.